# Jurij Sedov
Jurij Sergeevič Sedov (in russo Юрий Сергеевич Седов?; Mosca, 4 marzo 1929 – Mosca, 4 aprile 1995) è stato un calciatore sovietico dal 1991 russo, di ruolo difensore.

## Statistiche

### Cronologia presenze e reti in Nazionale
| Cronologia completa delle presenze e delle reti in nazionale ― [[Nazionale maschile di calcio dell' Unione Sovietica\| Unione Sovietica]] | Cronologia completa delle presenze e delle reti in nazionale ― [[Nazionale maschile di calcio dell' Unione Sovietica\| Unione Sovietica]] | Cronologia completa delle presenze e delle reti in nazionale ― [[Nazionale maschile di calcio dell' Unione Sovietica\| Unione Sovietica]]                                                      | Cronologia completa delle presenze e delle reti in nazionale ― [[Nazionale maschile di calcio dell' Unione Sovietica\| Unione Sovietica]] | Cronologia completa delle presenze e delle reti in nazionale ― [[Nazionale maschile di calcio dell' Unione Sovietica\| Unione Sovietica]]                                                      | Cronologia completa delle presenze e delle reti in nazionale ― [[Nazionale maschile di calcio dell' Unione Sovietica\| Unione Sovietica]] | Cronologia completa delle presenze e delle reti in nazionale ― [[Nazionale maschile di calcio dell' Unione Sovietica\| Unione Sovietica]] | Cronologia completa delle presenze e delle reti in nazionale ― [[Nazionale maschile di calcio dell' Unione Sovietica\| Unione Sovietica]] |
| Data | Città | In casa | Risultato | Ospiti | Competizione | Reti | Note |
| --- | --- | --- | --- | --- | --- | --- | --- |
| 08/09/1954 | Mosca | [[Nazionale maschile di calcio dell' Unione Sovietica\| Unione Sovietica]] [[File: Flag of the Soviet Union (1936 – 1955).svg\|class=noviewer\| Unione Sovietica (bandiera)\|border\|20x16px]] | 7 – 0 | Svezia | Amichevole | - | |
| 26/09/1954 | Mosca | [[Nazionale maschile di calcio dell' Unione Sovietica\| Unione Sovietica]] [[File: Flag of the Soviet Union (1936 – 1955).svg\|class=noviewer\| Unione Sovietica (bandiera)\|border\|20x16px]] | 1 – 1 | Ungheria | Amichevole | - | 86’ |
| 26/06/1955 | Stoccolma | Svezia | 0 – 6 | [[File: Flag of the Soviet Union (1936 – 1955).svg\|class=noviewer\| Unione Sovietica (bandiera)\|border\|20x16px]] [[Nazionale maschile di calcio dell' Unione Sovietica\| Unione Sovietica]] | Amichevole | - | |
| Totale | | Presenze | 3 | | Reti | 0 | |